# Hellmut Eckert
Hellmut Eckert (* 1956) ist ein deutscher Chemiker (Physikalische Chemie). Er ist Professor an der Universität Münster.
Eckert wurde 1982 bei Werner Müller-Warmuth (* 1929) in Münster  promoviert (die Dissertation erhielt den Promotionspreis der Universität), war als Post-Doktorand 1982 bis 1984 an der Rutgers University und 1984 bis 1987 Wissenschaftler am Caltech. 1987 wurde er Assistant Professor, 1991 Associate Professor und 1993 Professor an der University of California, Santa Barbara. Seit 1995 ist er Professor in Münster. Außerdem ist er seit 1996 Adjunct Professor der University of California in Santa Barbara.
Eckert befasst sich mit NMR-Spektroskopie in Festkörpern (und Entwicklung spezieller Geräte und Verfahren dazu), der physikalischen Chemie des Glaszustands, Struktur und Dynamik fester Ionenleiter und der Charakterisierung von Katalyse-Verfahren.
2004 entdeckte er mit Arno Pfitzner und anderen Phosphor-Nanostäbchen.
Er ist seit 2012 korrespondierendes Mitglied der Nordrhein-Westfälischen Akademie der Wissenschaften. 2002 organisierte er die Bunsentagung. Seit 2001 steht er der NRW Graduiertenschule in Chemie vor. 1989 erhielt er den Haber-Preis der Deutschen Bunsengesellschaft. 1995 organisierte er die 36. Experimental NMR Conference.
1991 war er Mitgründer der Zeitschrift Solid State NMR.